# Making of a Moonie
The Making of a Moonie: Choice or Brainwashing? (рус. Становление муниста: выбор или промывание мозгов?) — книга на английском языке британского социолога Эйлин Баркер, написанная в 1984 году.
В книге описан процесс религиозного обращения верующих Церкви объединения, членов которой иногда неофициально называют «мунистами».

## Обзор
Баркер провела около семи лет, изучая членов Церкви объединения. Руководители церкви предоставили ей «беспрецедентный» доступ к записям церкви, к ее верующим и к тем, кто покинул церковь. Она провела письменные анкетирования и личные интервью с верующими Церкви объединения, с бывшим членами церкви, со вступавшими контакт, но не вступившими в церковь, и с контрольными группами не имевших контактов с церковью иных людей схожего происхождения. Так же она беседовала с родителями членов церкви, с супругами и друзьями её последователей. Она также посетила многочисленные семинары Церкви объединения и общественные центры деятельности церкви.

## Выводы
Баркер пишет, что отвергает теорию «промывания мозгов» как объяснение способа обращения в веру Церкви объединения, поскольку, как она писала, эта теория не объясняет ни тот факт, что многие люди бывали на собраниях по первому знакомству с Церковью объединения и не стали её членами, ни добровольный выход из Церкви объединения её верующих. Рецензенты цитируют ее выводы: «Меня не смогли убедить, что её верующие — зомби с промытыми мозгами» и «Мунисты не более склонны превращаться в безмозглых роботов, чем их иные сверстники, которые каждое утро отправляются в город в восьмичасовым поездом».
Исследование Баркер стало одним из наиболее документированных трудов о Церкви объединения и нанесло серьёзный удар по теории «промывания мозгов».

## Рецензии
В 2006 году Лоуренс Ианнакконе из Университета Джорджа Мейсона, специалист по экономике религии, написал, что «Становление муниста» было «одним из наиболее полных и влиятельных исследований» процесса обращения в новые религиозные движения.
Австралийский психолог Лен Оукс и британский профессор психиатрии Энтони Сторр, довольно критично писавшие о культах, гуру, новых религиозных движениях и их лидерах, высоко оценили книгу «Становление муниста».

## Награда
В 1985 году за эту публикация Баркер была удостоена награды «Distinguished Book Award» Общества научного изучения религии.